# Mali azijski tigri
Izraz Mali azijski tigri označuje gospodarstvo vzhodno-azijskih držav Hong Konga, Tajvana, Singapurja in Južne Koreje. Te države so med šestdesetimi in devetdesetimi leti 20. stoletja doživele izredno hiter gospodarski razvoj, k čemer je pripomogla predvsem industrija, usmerjena v izvoz.